# Hirsch (Familienname)
Hirsch ist ein Familienname.

## Herkunft und Bedeutung
Das Wort Hirsch selbst stammt aus dem Indogermanischen und bedeutet gehörntes, geweihtragendes Tier. (Mittelhochdeutsch: hirz, althochdeutsch: hiruz). Damit ist der Rothirsch (Cervus elaphus) gemeint.
In vielen Kulturen der Erde kommen Hirsche in der Mythologie und Kultur vor. Es ist daher nicht verwunderlich, dass in den Städten Häuser nach ihnen benannt wurden. In der christlichen Mythologie tritt der Hirsch u. a. als Attribut von Heiligen auf: Hubertus, Eustachius (bei beiden mit Kruzifix zwischen den Geweihstangen), Oswald und Ägidius (bei letzterem ist es eine Hirschkuh).
Hirsch als Familienname kann keiner Region zugeordnet werden, da das Wort im gesamten deutschen Sprachraum verbreitet ist. Lediglich Ableitungen wie Hirschle (schwäbisch) oder Hirschl (bairisch und österreichisch) lassen eine Herkunft des Namens und des Trägers erkennen. Weitere Ableitungen sind: Hirzel, Hirschel, Hirtz, Hersch, Herschel und Hirschmann. Hirscher und Hirschkramer dagegen beziehen sich wohl auf Hirse (Getreide).
Der Familienname Hirsch wird wohl meistens auf einen Häusernamen in der Stadt zurückgehen. Bis ins 18. Jahrhundert gab es kaum Straßennamen oder Hausnummern. Zudem konnten die wenigsten Menschen lesen. Zur besseren Orientierung hat man die Häuser benannt und mit dem jeweiligen Hauszeichen versehen. Die Bewohner wurden dann oft von den Nachbarn nach ihrer Wohnstätte benannt oder nannten sich selbst danach. (z. B. Johannes Gensfleisch im Haus zum Gutenberg nannte sich Johannes Gutenberg) Gasthäuser zum Hirsch oder Hirschhäuser gibt es auch heute noch (letzteres z. B. in Regensburg und Wien).
Hirsch kann auch ein Berufsname für einen Jäger sein oder ein Übername, wenn der Benannte z. B. „flink wie ein Hirsch“ war.
Als jüdischer Familienname bezieht sich Hirsch auf die hebräische Bibel (Genesis 49,9–27), wo der Erzvater Jakob seine Söhne Juda, Naftali und Benjamin mit Löwe, Gazelle und Wolf vergleicht. Im Deutschen wurde aus Gazelle der Hirsch. Ursprünglich war Hirsch der verdeutschte Rufname des hebräischen Naftali; erst als die Juden zum Führen eines Familiennamens gezwungen wurden, nahmen viele Hirsch als Familiennamen an.
Der Familienname Hirsch ist heute überall in Deutschland verbreitet. Abgesehen von den Großstädten Berlin, München, Hamburg, Köln, Frankfurt am Main und Hannover kommt der Name am häufigsten im Bereich zwischen Ansbach (Mittelfranken) und Karlsruhe (Baden) vor. Im Rheinland ist der Name vor allem zwischen dem Raum Köln und in Westfalen in der Umgebung von Dortmund zu finden. Insgesamt liegt der Schwerpunkt der Verbreitung im Westen (NRW) und Süden (Baden-Württemberg und Bayern) der Bundesrepublik. In Österreich ist der Name am häufigsten in Wien und Niederösterreich und in Linz zu finden. Weitere größere Vorkommen gibt es in den Bezirken Bruck-Mürzzuschlag (Steiermark), Vöcklabruck (Oberösterreich), St. Johann im Pongau (Salzburg) und in der Stadt Salzburg.

## Namensträger
- das fränkische Hoffaktorengeschlecht Hirsch, siehe Hirsch auf Gereuth
- das Glasmachergeschlecht Hirsch, siehe Hirsch (Glasmacher)
- das preußische Adelsgeschlecht, siehe Hirsch (Adelsgeschlecht)

### A
- Abraham Hirsch (1815–1900), schwedischer Musikverleger
- Abraham Hirsch (Fabrikant) (1844–1919), deutscher Fabrikant und Firmengründer
- Ada Hirsch-Elias (1885–1975), österreichische Kinderärztin und Mitbegründerin der Organisation der Ärztinnen Wiens
- Adolf Hirsch (1866–1931), österreichischer Komponist und Sänger
- Adolf Uriel von Hirsch auf Gereuth (1867–1925), deutscher Historiker
- Adolfo Hirsch (* 1986), argentinischer Fußballspieler
- Adolphe Hirsch (1830–1901), Schweizer Astronom und Geodät
- Afua Hirsch (* 1981), britische Journalistin
- Alan Hirsch (* 1959), südafrikanischer Theologe, Pastor und Missionwissenschaftler
- Albert Hirsch (Schauspieler) (1841–1927), österreichischer Volkssänger und Schauspieler
- Albert Hirsch (Geistlicher) (1894–1944), deutscher Geistlicher
- Albert Hirsch (Künstler) (* 1940), französischer Künstler
- Albin Hirsch (1847–1918), österreichischer Tischlermeister und Politiker (CS)
- Alex Hirsch (* 1985), US-amerikanischer Cartoonist, Regisseur, Filmproduzent, Synchronsprecher, Art Director und Drehbuchautor
- Alfred Hirsch (* 1961), deutscher Philosoph und Hochschullehrer
- Alice Hirsch (1923–1943), deutsche Widerstandskämpferin
- Aline Hirsch (* 1988), deutsche Basketballspielerin
- Alphonse Hirsch (1843–1884), französischer Maler
- Andreas Hirsch (Musikwissenschaftler) (1632–1703), deutscher Musikwissenschaftler und Schriftsteller
- Andreas von Hirsch (auch Andrew von Hirsch; * 1934), deutscher Rechtswissenschaftler
- Andreas Hirsch (Ingenieur) (* 1952), deutscher Maschinenbauingenieur und Hochschullehrer
- Andreas Hirsch (Turner) (* 1958), deutscher Turner und Trainer
- Andreas Hirsch (Chemiker) (* 1960), deutscher Chemiker und Hochschullehrer
- Andreas J. Hirsch (* 1961), österreichischer Autor, Kurator und Fotograf
- Angelika B. Hirsch (* 1955), deutsche Religionswissenschaftlerin und Buchautorin
- Anna Hirsch (Widerstandskämpferin) (1895–1942), deutsche Widerstandskämpferin
- Anna K. H. Hirsch (* 1982), deutsch-luxemburgische Hochschullehrerin für Medizinische Chemie
- Anna-Maria Hirsch (* 1986), deutsche Schauspielerin
- Arnold Hirsch (1815–1896), böhmisch-österreichischer Arzt und Schriftsteller
- Aron Hirsch (1858–1942), deutscher Industrieller
- Anton Hirsch (?–1858), österreichischer Musiker
- Arthur Hirsch (1866–1948), deutscher Mathematiker
- August Hirsch (Politiker) (1798–1838), deutscher Beamter und Politiker, MdL Hessen
- August Hirsch (Mediziner) (1817–1894), deutscher Arzt und Medizinhistoriker
- August Hirsch (Bauingenieur) (1852–1922), deutscher Bauingenieur und Hochschullehrer
- Axel Hirsch (1957–1980), deutscher Mann, Mordopfer, siehe Denkmal für die Wiesn-Attentat-Opfer

### B
- Bernd Hirsch (* 1970), deutscher Manager
- Bernhard Hirsch (* 1970), deutscher Betriebswirtschaftler und Hochschullehrer
- Bertha Hirsch (geb. Eberstadt; 1850–1913), deutsche Kulturmäzenin
- Berthold Hirsch (1890–1941), deutscher Verlagsbuchhändler
- Beth Hirsch (* 1967), US-amerikanische Schauspielerin, Songwriterin und Sängerin
- Betty Hirsch (1873–1957), dänisch-deutsche Sängerin, Blinden- und Sprachlehrerin
- Burkhard Hirsch (1930–2020), deutscher Politiker

### C
- Camilla Hirsch (1869–1948), Holocaustüberlebende, Schriftstellerin
- Carl Hirsch (1841–1900), deutscher Journalist
- Caroline Charles-Hirsch (1848–1931), österreichische Sängerin (Sopran)
- Cäsar Hirsch (1885–1940), deutscher Mediziner
- Charles Hirsch (Verleger) († um 1942), französischer Verleger
- Charles Hirsch (Mediziner) (* 1937), US-amerikanischer Pathologe und Beamter
- Charles Hirsch (Physiker) (* 1938), belgischer Physiker und Hochschullehrer
- Charles Henry Hirsch (auch Charles-Henry Hirsch; 1870–1948), französischer Schriftsteller
- Christian Hirsch (Fußballspieler) (* 1967), österreichischer Fußballspieler
- Christian Gotthard Hirsch (1889–1977), deutscher Künstler
- Corey Hirsch (* 1972), kanadischer Eishockeyspieler
- Cornelia Hirsch (* 1980), deutsche Politikerin

### D
- Dietmar Hirsch (* 1971), deutscher Fußballspieler

### E
- Edith Hirsch (1899–2003), deutsch-amerikanische Wirtschaftswissenschaftlerin und Unternehmensberaterin
- Eduard Hirsch (1896–1989), deutscher Verwaltungsbeamter
- Edward Hirsch (1836–1909), US-amerikanischer Geschäftsmann und Politiker (Republikanische Partei)
- Eike Christian Hirsch (1937–2022), deutscher Journalist und Schriftsteller
- Elisabeth Feist Hirsch (1904–1998), deutsch-amerikanische Philosophin und Hochschullehrerin
- Elli Hirsch (1873–1943), deutsche Grafikerin
- Elroy Hirsch (1923–2004), US-amerikanischer American-Football-Spieler
- Else Hirsch (1889–um 1943), deutsche Lehrerin
- Emanuel Hirsch (1888–1972), deutscher Theologe
- Emil Hirsch (Unternehmer, 1840) (1840–1918), deutscher Getreidegroßhändler
- Emil Hirsch (Antiquar) (1866–1954), deutscher Antiquar
- Emil Hirsch (Unternehmer, 1870) (1870–1938), deutscher Metallunternehmer
- Emil Gustav Hirsch (1851/1852–1923), luxemburgisch-US-amerikanischer Rabbi und Hochschullehrer
- Émile Hirsch (Glasmaler) (1832–1904), französischer Glasmaler
- Emile Hirsch (* 1985), US-amerikanischer Schauspieler
- Enver Hirsch (* 1968), deutscher Fotograf und Journalist
- Erhard Hirsch (* 1928), deutscher Germanist und Altphilologe
- Eric Donald Hirsch (* 1928), US-amerikanischer Literaturkritiker und Pädagoge
- Erich Hirsch (Pädagoge) (?–1972), deutscher Pädagoge
- Erich Hirsch (Politiker) (1896–1978), österreichischer Mediziner (Pneumologe), Klinikgründer und Politiker (Landtag Tirol)
- Erika Hirsch (Musikerin)  (1924–1998), österreichische Musikerin und Komponistin
- Erika Hirsch (Autorin), deutsche Übersetzerin und Dialogbuch-Autorin
- Erika Hirsch (Historikerin)  (* 1951), deutsche Historikerin
- Erika Hirsch (Malerin) (* 1951), deutsche Malerin
- Ernst Hirsch (Politiker, 1874) (1874–1925), sudetendeutscher Gewerkschafter und Politiker
- Ernst Hirsch (Politiker, 1877) (1877–1941; in Lodz ermordet), deutscher Politiker (USPD) und NS-Gegner
- Ernst Hirsch (Politiker, 1892) (1892–1973), österreichischer Priester und Politiker (CSP)
- Ernst Hirsch (Romanist) (1904–1984), österreichischer Romanist und Dialektforscher
- Ernst Hirsch (Kameramann) (* 1936), deutscher Kameramann und Regisseur
- Ernst Hirsch Ballin (* 1950), niederländischer Politiker und Jurist
- Ernst Eduard Hirsch (1902–1985), deutscher Jurist und Rechtssoziologe
- Étienne Hirsch (1901–1994), französischer Bergbauingenieur und Politiker
- Eugen Hirsch (1891–1943), deutscher Fabrikant, Emigration 1937 in die Niederlande, ermordet im Vernichtungslager Sobibor

### F
- Felix Hirsch (1902–1982), deutscher Journalist, Historiker, Bibliothekar und Hochschullehrer
- Ferdinand Hirsch (1843–1915), deutscher Historiker
- Florian Hirsch (Dramaturg) (* 1979), deutscher Dramaturg
- Florian Hirsch (Fußballspieler) (* 1984), österreichischer Fußballspieler
- Florian Hirsch (Footballspieler) (* 2000), österreichischer American-Football-Spieler
- Frank Hirsch (1939–2006), deutscher Dirigent und Musikpädagoge
- František Hirsch (1878–1971), böhmischer Radsportler
- Franz Hirsch (Glasmacher) (1789–1861), deutscher Glasmacher
- Franz Hirsch (Maler) (1924–2010), deutscher Maler
- Franz Wilhelm Hirsch (1844–1920), Schriftsteller und Publizist
- Fred Hirsch (1931–1978), auch Friedrich Hirsch, britischer Ökonom
- Fredy Hirsch (Alfred Hirsch; 1916–1944), deutscher Häftling im Konzentrationslager Auschwitz-Birkenau
- Friedlinde Gurr-Hirsch (* 1954), deutsche Politikerin
- Friedrich Hirsch (Zahnmediziner) (auch Friedrich Hirschfeld; 1750–1825), deutscher Zahnmediziner
- Friedrich Hirsch (Astronom) (1890–1964), deutscher Astronom
- Friedrich Hirsch (Bildhauer) (1919–2008), deutscher Bildhauer
- Friedrich Hirsch (Pädagoge) (* 1937), deutscher Pädagoge
- Friedrich Ludwig Hirsch (1828–1919), deutscher Gutsbesitzer und Politiker (NLP)
- Fritz Hirsch (Bauhistoriker) (Friedrich Hirsch; 1871–1938), deutscher Bauhistoriker, Architekt und Denkmalpfleger
- Fritz Hirsch (Schauspieler) (1888–1942), deutscher Schauspieler und Theaterleiter
- Fritz Hirsch (Mediziner) (1892–1941), deutscher Radiologe
- Fritz Hirsch (Maler) (* 1956), deutscher Maler

### G
- Georg Hirsch (Mediziner) (1799–1885), deutscher Mediziner
- Georg Hirsch (Industrieller) (1863–1939), deutscher Industrieller
- Georg Jakob Hirsch (1794–1852), Landtagsabgeordneter Großherzogtum Hessen
- Georg Ludwig Hirsch (1731–1815), brandenburgisch-ansbachischer Hofkammer- und Landschaftsrat, Übersetzer und Schriftsteller
- Gerald Hirsch (* 1953), deutscher Mykologe
- Gerhard Hirsch (Numismatiker) (1903–1982), deutscher Numismatiker und Münzhändler
- Gerhard Hirsch (Dramaturg) (1922–1970), deutscher Dramaturg
- Gerhard Hirsch (1923–2007), österreichisch-französischer Sozialphilosoph, siehe André Gorz
- Gertrude Hirsch Hadorn (* 1953), Schweizer Philosophin und Hochschullehrerin
- Godfrey Hirsch (1907–1992), US-amerikanischer Jazzmusiker
- Gottwalt Christian Hirsch (1888–1972), deutscher Cytologe
- Günter Hirsch (* 1943), deutscher Jurist und Richter
- Gustav Hirsch (1845–1907), österreichischer Politiker
- Guy Hirsch (1915–1993), belgischer Mathematiker

### H
- Haiko Hirsch (* 1983), deutscher Eishockeyspieler
- Hanna Hirsch, deutsche Filmregisseurin und Filmproduzentin
- Hanna Hirsch (1864–1940), schwedische Malerin, siehe Hanna Pauli
- Hans Hirsch (Historiker) (1878–1940), österreichischer Historiker
- Hans Hirsch (Industrieller) (1906–2004), österreichischer Unternehmer
- Hans Hirsch (Wirtschaftswissenschaftler) (1924–2017), deutscher Wirtschaftswissenschaftler und Hochschullehrer
- Hans Hirsch (Musikwissenschaftler) (1933–2020), deutscher Musikwissenschaftler und Hochschullehrer
- Hans A. Hirsch (Hans Alois Hirsch; 1930–2023), deutscher Gynäkologe und Hochschullehrer
- Hans Erich Hirsch (1931–2020), österreichischer Altorientalist
- Hans Joachim Hirsch (1929–2011), deutscher Rechtswissenschaftler
- Hans-Ulrich Hirsch-Hoffmann (1900–1970), deutscher Gynäkologe und Hochschullehrer
- Hans Werner Hirsch, bekannt als Peter Surava (auch Ernst Steiger; 1912–1995), Schweizer Journalist
- Harry Hirsch (Politikwissenschaftler) (* 1952), US-amerikanischer Politikwissenschaftler
- Harry Hirsch, deutscher Autorennfahrer, siehe Fritz Engelhardt
- Hartmut Hirsch-Kreinsen (* 1948), deutscher Soziologe
- Heddi Hirsch (1895–1947), österreichische Textildesignerin, Illustratorin
- Heinrich Hirsch (Schauspieler) (1840–1910), österreichischer Schauspieler und Theaterintendant
- Heinrich Hirsch (Numismatiker) (1868–1943), deutscher Numismatiker und Münzhändler
- Heinrich Hirsch (Musiker) (1910–1973), deutscher Musiker
- Heinrich Theodor Hirsch, eigentlicher Name von David Hurst (1926–2019), deutscher Schauspieler
- Heinz-Ewald Hirsch (1928–2005), deutscher Basketballfunktionär
- Helga Hirsch (* 1948), deutsche Publizistin
- Hella Hirsch (1921–1943), deutsche Arbeiterin und Widerstandskämpferin gegen den Nationalsozialismus, Opfer der NS-Kriegsjustiz
- Helle Hirsch (1916–1937), deutscher Widerstandskämpfer
- Helmut Hirsch (Historiker) (1907–2009), deutscher Historiker
- Helmut Hirsch (1916–1937), deutscher Widerstandskämpfer, siehe Helle Hirsch
- Helmut Hirsch (Physiker) (* 1949), österreichischer Physiker
- Herbert Hirsch-Kauffmann (1894–1960), deutscher Kinderarzt
- Hermann Hirsch (Landrat) (1815–1900), deutscher Polizeipräsident und Landrat
- Hermann Hirsch (Künstler) (1861–1934), deutscher Maler und Bildhauer
- Hermann Hirsch (Pädagoge) (1885–1942), deutscher Pädagoge, Gründer eines Internats in Coburg für jüdische Knaben
- Hermann Hirsch (Industrieller) (* 1937), österreichischer Unternehmer
- Hugo Hirsch (1884–1961), deutscher Komponist

### I
- Ignaz Hirsch (1834–1908), preußischer Mediziner und Königlich Preußischer Geheimer Sanitätsrat
- Ilse Hirsch (1922–2000), deutsche Hauptgruppenführerin des Bundes Deutscher Mädel (BDM)
- Isaak Hirsch (Schriftsteller) (1836–1899), deutscher Kaufmann, Journalist und Schriftsteller
- Isaak Hirsch (Unternehmer) (1843–1917), schwedischer Bauunternehmer und Stifter

### J
- Jacob Hirsch (1874–1955), deutsch-schweizerischer Numismatiker, Archäologe und Kunsthändler
- Jakob von Hirsch (1765–1840), deutsch-jüdischer Bankier und Unternehmer
- Jakob Hirsch (1924–2018), israelischer Staatssekretär
- Jenny Hirsch (1829–1902), deutsche Übersetzerin, Schriftstellerin und Frauenrechtlerin
- Joachim Hirsch (* 1938), deutscher Politikwissenschaftler und Hochschullehrer
- Joel Jakob Julius von Hirsch auf Gereuth (1789–1876), deutscher Kaufmann und Hofbankier
- Johann Hirsch (1909–1974), österreichischer Jurist und Richter
- Johann Baptista Joseph Hirsch (1770–1822), deutscher Offizier und Hauptmann der Artillerie der Sächsischen Armee
- Johann Christoph Hirsch (1698–1780), deutscher Jurist, Ökonom, Herausgeber und Numismatiker; brandenburgisch-ansbachischer Kammer- und Landschaftsrat
- Johannes Hirsch (1861–1935), deutscher Politiker
- John Hirsch (1930–1989), ungarisch-kanadischer Theaterdirektor und Regisseur
- Jorge E. Hirsch (* 1953), argentinisch-US-amerikanischer Physiker
- José Hirsch (* 1986), san-marinesischer Fußballspieler
- Josef von Hirsch (Bankier) (1805–1885), deutscher Adliger, Bankier und Industrieller (Kunstdüngerfabrik Süd-Chemie)
- Josef Hirsch (Industrieller) (1809–1871), deutscher Metallindustrieller
- Josef von Hirsch (Jurist) (1831–1920), deutscher Jurist, Mitglied des Corps Nassovia Würzburg
- Josef Hirsch (Leichtathlet), Schweizer Hammerwerfer
- Josef Hirsch Dunner (1913–2007), deutscher haredischer Rabbi
- Joseph Hirsch (Mediziner) (auch Josef Hirsch; 1876–1947), deutscher Gynäkologe (1933 Emigration nach Jerusalem)
- Joseph Hirsch (Maler, 1910) (1910–1981), US-amerikanischer Maler
- Joseph Hirsch (Maler, 1920) (1920–1997), deutsch-israelischer Maler und Zeichenpädagoge
- Judd Hirsch (* 1935), US-amerikanischer Schauspieler
- Julien Hirsch (* 1964), französischer Kameramann
- Julius von Hirsch (1789–1876), deutscher Bankier und Großhändler
- Julius Hirsch (Schriftsteller) (1866–nach 1911), österreichisch-böhmischer Schriftsteller
- Julius Hirsch (Ökonom) (1882–1961), deutsch-amerikanischer Nationalökonom und Betriebswirtschaftler
- Julius Hirsch (Fußballspieler) (1892–1943?), deutscher Fußballspieler
- Julius Hirsch (Mediziner) (1892–1962), deutscher Hygieniker und Mikrobiologe, Ordinarius in Deutschland, in der Türkei und der Schweiz

### K
- Käthe Hirsch (1892–1984), deutsche Schriftstellerin
- Karl Hirsch (Politiker) (1799–1852), deutscher Politiker
- Karl Hirsch (Kirchenhistoriker) (1863–1938), österreichischer Geistlicher, römisch-katholischer Kirchenhistoriker
- Karl Hirsch (Mediziner) (1870–1930), deutscher Arzt und Hochschullehrer
- Karl von Hirsch (1871–1944), deutscher Chemiker und Brauereidirektor
- Karl Christian Hirsch (1704–1754), deutscher Geistlicher, Kirchenhistoriker und Bibliograph
- Karl-Georg Hirsch (* 1938), deutscher Grafiker, Holzstecher und Hochschullehrer
- Karl Jakob Hirsch (1892–1952), deutscher Künstler und Schriftsteller
- Karl Johann Hermann Hirsch (1815–1900), deutscher Politischer Beamter und Polizist
- Klaus Hirsch (1941–2018), deutscher Maler, Grafiker und Designer
- Konrad Hirsch (1900–1924), schwedischer Fußballspieler
- Kurt Hirsch (Mathematiker) (1906–1986), britischer Mathematiker
- Kurt Hirsch (Publizist) (1913–1999), österreichischer Publizist

### L
- Léo Hirsch (Unternehmer) (1842–1906), deutscher Couturier
- Leo Hirsch (Schriftsteller) (1903–1943), deutscher Journalist und Schriftsteller
- Leon Hirsch (1886–1954), deutscher Buchhändler, Verleger und Kabarettist
- Leyla Hirsch (* 1996), US-amerikanische Wrestlerin
- Lothar Hirsch (* 1943), deutscher Leichtathlet
- Louis Hirsch (um 1828–1905), deutscher Unternehmer
- Ludwig Hirsch, Geburtsname von Ludwig Hevesi (1843–1910), ungarisch-österreichischer Journalist und Schriftsteller
- Ludwig Hirsch (Architekt) (1856–1941), deutscher Architekt
- Ludwig Hirsch (Mediziner) (1881–nach 1936), deutscher Gynäkologe; 1936 Emigration in die USA
- Ludwig Hirsch (1946–2011), österreichischer Liedermacher und Schauspieler

### M
- Maïa Hirsch (* 2003), französische Basketballspielerin
- Manfred Hirsch (* 1962), deutscher Fußballspieler
- Margot Greub-Hirsch (1918–2003), Schweizer Politikerin (PdA)
- Marianne Hirsch (* 1949), rumänisch-US-amerikanische Literaturwissenschaftlerin
- Marie Hirsch (1848–1911), deutsche Schriftstellerin
- Martin Hirsch, eigentlicher Name von Martin Hartwig (1877–1966), deutscher Regisseur und Schauspieler
- Martin Hirsch (Fechter), deutscher Fechter
- Martin Hirsch (Politiker, 1913) (1913–1992), deutscher Politiker (SPD) und Richter
- Martin Hirsch (Politiker, 1963) (* 1963), französischer Politiker
- Martin Hirsch (Kunsthistoriker) (* 1969), deutscher Kunsthistoriker und Museumsleiter
- Martin S. Hirsch (* 1939), US-amerikanischer Mediziner
- Mathias Hirsch (* 1942), deutscher Psychiater und Psychoanalytiker
- Mathilde Hirsch (1882–1952), deutsche Ordensgeistliche
- Maurice de Hirsch (Moritz Freiherr von Hirsch auf Gereuth; 1831–1896), deutscher Unternehmer und Philanthrop
- Maurice Hirsch (* 1993), deutscher Fußballspieler
- Max Hirsch (Publizist) (1832–1905), deutscher Publizist, Gewerkschafter und Politiker
- Max Hirsch (Fabrikant) (1871–1950), deutscher Fabrikant
- Max Hirsch (Mediziner, 1875) (1875–nach 1940), deutscher Arzt und Rheumatologe
- Max Hirsch (Mediziner, 1877) (1877–1948), deutscher Gynäkologe und Sozialhygieniker
- Maximilian Hirsch (auch Max Hirsch; 1852–1909), australischer Wirtschaftswissenschaftler und Politiker
- Meier Hirsch (1765/70–1851), deutscher Mathematiker
- Melanie Hirsch (* 1975), deutsche Sängerin (Sopran)
- Mendel Hirsch (1833–1900), deutscher Pädagoge und Bibelkommentator
- Michael Hirsch (Komponist) (1958–2017), deutscher Komponist und Schauspieler
- Michael Hirsch (Philosoph) (* 1966), deutscher Philosoph und Politikwissenschaftler
- Michael Christian Hirsch (1743–1796), deutsch-österreichischer Schriftsteller, Übersetzer und Publizist
- Monika Hirsch (Leichtathletin) (* 1959), deutsche Leichtathletin
- Monika Hirsch (Reiterin), österreichische Springreiterin
- Morris Hirsch (* 1933), US-amerikanischer Mathematiker
- Moshe Hirsch (1923/30–2010), israelischer Rabbi und Politikberater

### N
- Nadja Hirsch (* 1978), deutsche Politikerin (FDP)

### O
- Olaf Hirsch (* 1960), deutscher Fußballspieler
- Olga Hirsch (1889–1968), deutsche Buntpapiersammlerin und Bibliophile
- Oskar Hirsch (1877–1965), österreichischer HNO-Arzt
- Otto Hirsch (Verwaltungsjurist) (1885–1941), deutscher Verwaltungsjurist und Verbandsfunktionär
- Otto Hirsch (Politiker) (1931–2001), österreichischer Politiker (SPÖ), Wiener Landtagsabgeordneter

### P
- Pablo Hirsch, deutscher Laiendarsteller
- Paul Hirsch (Bibliothekar) (1860–1929), deutscher Bibliothekar und Klassischer Philologe
- Paul Hirsch (1868–1940), deutscher Politiker (SPD)
- Paul Hirsch (Bibliophiler) (1881–1951), deutsch-britischer Industrieller und Bibliophiler
- Paul Hirsch (Historiker) (1883–1961), deutscher Historiker
- Paul Hirsch (Chemiker) (1885–1955), deutscher Chemiker und Bakteriologe
- Paul Hirsch, eigentlicher Name von Paul Hatvani (1892–1975), österreichischer Schriftsteller, Übersetzer und Chemiker
- Paul Hirsch (Mediziner) (1900–??), deutscher Radiologe
- Paul Hirsch (Widerstandskämpfer) (1907–1945), deutscher Widerstandskämpfer
- Paul Hirsch (Filmeditor) (* 1945), US-amerikanischer Filmeditor
- Paul Hirsch (Bildhauer) (* 1958), deutscher Bildhauer und Objektkünstler
- Paul Hirsch-Mamroth (1880–1961), deutscher Internist, Emigration 1939 (Ecuador)
- Paul M. Hirsch (* um 1946), US-amerikanischer Wirtschaftssoziologe und Hochschullehrer
- Peter Hirsch (Maler) (1889–1978), deutscher Maler
- Peter Hirsch (Politiker) (1915–1989), österreichischer Politiker (ÖVP), Mitglied des Bundesrates
- Peter Hirsch (Dirigent) (* 1956), deutscher Dirigent
- Peter Hirsch (Journalist) (* 1957), deutscher Journalist, Lyriker und Herausgeber
- Peter Hirsch (Eishockeyspieler) (* 1979), dänischer Eishockeytorwart
- Peter B. Hirsch (* 1925), britischer Physiker und Materialwissenschaftler
- Philipp Hirsch (* 1973), deutscher Kurzfilmer
- Philipp Anton Hirsch (1793–1846), deutscher Bauunternehmer in Weimar

### R
- Rahel Hirsch (1870–1953), deutsche Medizinerin
- Rainer Hirsch (Journalist) (1948–2009), deutscher Journalist
- Rainer Hirsch-Luipold (* 1967), deutscher Altphilologe und Theologe
- Ralf Hirsch (* 1960), deutscher Bürgerrechtler
- Renate Hirsch-Giacomuzzi (1947–2013), deutsch-italienische Society-Lady
- Richard Hirsch (1882–1959), deutscher Glashüttentechniker
- Richard Hirsch (Komponist) (1884–1953), deutscher Jurist, Operetten- und Schlagerkomponist und -librettist
- Robert Hirsch (Rechtsanwalt) (1857–1939), deutscher Rechtsanwalt
- Robert von Hirsch (1883–1977), deutsch-schweizerischer Industrieller und Mäzen
- Robert Hirsch (1925–2017), französischer Schauspieler
- Rolf Hirsch (1949–2018), deutscher Gitarrist und Verfasser einer mehrbändigen Gitarrenschule
- Rolf D. Hirsch (* 1946), deutscher Psychotherapeut, Gerontopsychiater und Autor
- Rudi Hirsch (1931–2021), deutscher Handballspieler
- Rudolf Hirsch (Dichter) (1816–1872), österreichischer Dichter
- Rudolf von Hirsch (Kolonialoffizier) (1869–1952), deutscher Kolonialoffizier
- Rudolf von Hirsch (1875–1975), deutscher Gutsbesitzer und Holocaustüberlebender
- Rudolf Hirsch (Politiker) (1903–1984), österreichischer Politiker (ÖVP)
- Rudolf Hirsch (Verleger) (1905–1996), deutscher Verleger, Lektor, Herausgeber und Journalist
- Rudolf Hirsch (Bibliothekar) (1906–1990), US-amerikanischer Bibliothekar deutscher Herkunft
- Rudolf Hirsch (Schriftsteller) (1907–1998), deutscher Schriftsteller und Journalist

### S
- Salomon Hirsch († nach 1615), deutscher Geldhändler und Theologe, siehe Salomo Salman Zevi Hirsch
- Salomon Hirsch (1839–1902), deutsch-amerikanischer Politiker, Unternehmer und Diplomat, siehe Solomon Hirsch
- Salomon Hirsch (Mediziner) (1866–1916), deutscher Arzt
- Samson Raphael Hirsch (1808–1888), deutscher Gelehrter und Rabbiner
- Samson Raphael Hirsch (Mediziner) (1890–1960), deutscher Mediziner
- Samuel Hirsch (1815–1889), deutschamerikanischer Religionsphilosoph und Rabbiner
- Shelley Hirsch (* 1952), US-amerikanische Sängerin und Komponistin
- Siegfried Hirsch (Historiker) (1816–1860), deutscher Historiker
- Siegfried Hirsch (Agronom) (1899–1987), früher zionistischer Pionier in Palästina und Gründer von Kfar Tikva
- Siegfried-Hermann Hirsch (1945–2019), deutscher Verleger und Autor
- Siegmund Hirsch (Industrieller, 1831) (1831–1877), deutscher Metallindustrieller und Politiker
- Siegmund Hirsch (Lehrer) (1884–1959), deutscher Lehrer und Literaturwissenschaftler
- Siegmund Hirsch (Industrieller, 1885) (1885–1981), deutscher Industrieller
- Sigmund Hirsch (1845–1908), deutscher Unternehmer
- Simon Hirsch (* 1992), deutscher Volleyballspieler
- Solomon Hirsch (1839–1902), Botschafter der Vereinigten Staaten im Osmanischen Reich
- Sophia Hirsch (* 1987), deutsche Künstlerin und Comiczeichnerin
- Stefan Hirsch (1899–1964), US-amerikanischer Maler und Hochschullehrer
- Stefan Hirsch (Politiker) (* 1975), österreichischer Politiker (SPÖ)

### T
- Ted Hirsch († 1961), US-amerikanischer Techniker und Erfinder
- Theodor Hirsch (1806–1881), deutscher Historiker
- Theodor von Hirsch (1838–1916), deutsch-französischer Bankier, Schlossbesitzer und Wohltäter
- Theodor Carl Hirsch (1888–1965), deutscher Schuhfabrikant und Wirtschaftsmanager (Salamander)
- Thomas Hirsch (Kunsthistoriker) (* 1964), deutscher Kunsthistoriker und Kurator
- Thomas Hirsch (Politiker) (* 1967), deutscher Kommunalpolitiker (CDU)
- Thomas Hirsch (Fußballspieler) (* 1979), österreichischer Fußballspieler
- Tim Hirsch (* 1990), deutscher American-Football-Spieler
- Tina Hirsch (* 1943), US-amerikanische Filmeditorin
- Tobias Hirsch (* 1969), Plastischer Chirurg und Hochschullehrer
- Tom Hirsch (* 1963), US-amerikanischer Eishockeyspieler
- Tomás Hirsch (* 1956), chilenischer Politiker

### U
- Udo Hirsch (1933–2001), deutscher Jazzmusiker
- Ulrich Hirsch (1943–2005), deutscher Mathematiker
- Ursula Hirsch (Künstlerin) (* 1952), Schweizer Künstlerin
- Ursula Graeff-Hirsch (* 1929), deutsche Künstlerin

### V
- Viktor Hirsch (* um 1940), österreichischer Tischtennisspieler
- Vladimír Hirsch (* 1954), tschechischer Komponist und Instrumentalist

### W
- Walter Hirsch (Unternehmer) (1876–1964), deutscher Unternehmer und Politiker
- Walter Hirsch (Komponist) (1891–1967), US-amerikanischer Komponist und Textdichter
- Walter Hirsch (Entomologe) (1897–1950), österreichischer Entomologe
- Walter Hirsch (Mediziner) (1899–nach 1970), deutsch-israelischer Kinderarzt
- Walter Hirsch (1906–1942), deutscher Lehrer, Opfer des Holocaust, siehe Landschulheim Florenz
- Walter Hirsch (Kaufmann) (1908–1961), deutscher Kaufmann
- Walter Hirsch (Soziologe) (1919–1998), aus Deutschland emigrierter Soziologe an der Purdue University
- Walter Hirsch (Fotograf) (1935–2012), schwedischer Fotograf
- Walther Hirsch (1880–1966), deutscher Glasfabrikant und Betriebsgründer
- Warren M. Hirsch (1918–2007), US-amerikanischer Mathematiker
- Werner Hirsch (1899–1941), deutscher Redakteur
- Werner Hirsch (Wirtschaftswissenschaftler) (1920–2009), US-amerikanischer Wirtschafts- und Finanzwissenschaftler deutscher Herkunft sowie Hochschullehrer
- Wilbert Hirsch (* 1961), deutscher Komponist und Musikproduzent
- Wilhelm Hirsch (Politiker, 1861) (1861–1918), deutscher Syndikus und Politiker (NLP), MdR
- Wilhelm Hirsch (Politiker, 1867) (1867–1943), deutscher Politiker (SPD), MdL Bayern
- Wilhelm Hirsch (Politiker, 1873) (1873–nach 1921), deutscher Politiker (SPD), MdL Mecklenburg-Schwerin
- Wilhelm Hirsch (Gartenarchitekt) (1887–1957), deutscher Gartenarchitekt
- Wilhelm Hirsch (Triathlet)  (* 1998), deutscher Triathlet
- William Hirsch (1857/1858–1937), US-amerikanischer Psychiater und Neurologe
- Wolfgang Hirsch, eigentlicher Name von Wolfgang Heinz (Schauspieler) (1900–1984), deutscher Schauspieler
- Wolfgang Hirsch (Jurist) (1904–1988), deutscher Jurist, Historiker und Sozialwissenschaftler
- Wolfgang Hirsch (Architekt) (1924–1977), deutscher Architekt
- Wolfgang Hirsch (Künstler) (1924–2011), deutscher Künstler
- Wolfgang Hirsch (Journalist) (* 1963), deutscher Journalist
- Wolfgang Hirsch-Weber (1920–2004), deutscher Kaufmann, Politikwissenschaftler und Hochschullehrer